# Desmidiales
Desmidiales é uma ordem de algas verdes, constituida por cerca de 40 géneros e 5000 a 6000 espécies, que podem ser encontradas principalmente em água doce. O AlgaeBase indica que a ordem tem 2310 espécies. A sua maioria são unicelulares e divididas em dois compartimentos por um istmo.

## Descrição
Assumem uma variedade de formas altamente simétricas, providenciando as bases para a sua classificação. Cada compartimento possui um cloroplasto. Não possui flagelo. A reprodução sexual ocorre através do processo de conjugação, que ocorre também na ordem Zygnematales.
Estes dois grupos são próximos, podendo ser unidos na divisão Gamophyta. Desmidiales é por vezes tratada como membro da ordem Zygnematales, mas normalmente é-lhe atribuída uma ordem separada.

## Famílias
Segundo o AlgaeBase esta ordem tem as seguintes famílias:
- Closteriaceae
- Desmidiaceae
- Gonatozygaceae
- Peniaceae